# Raiz proteoide

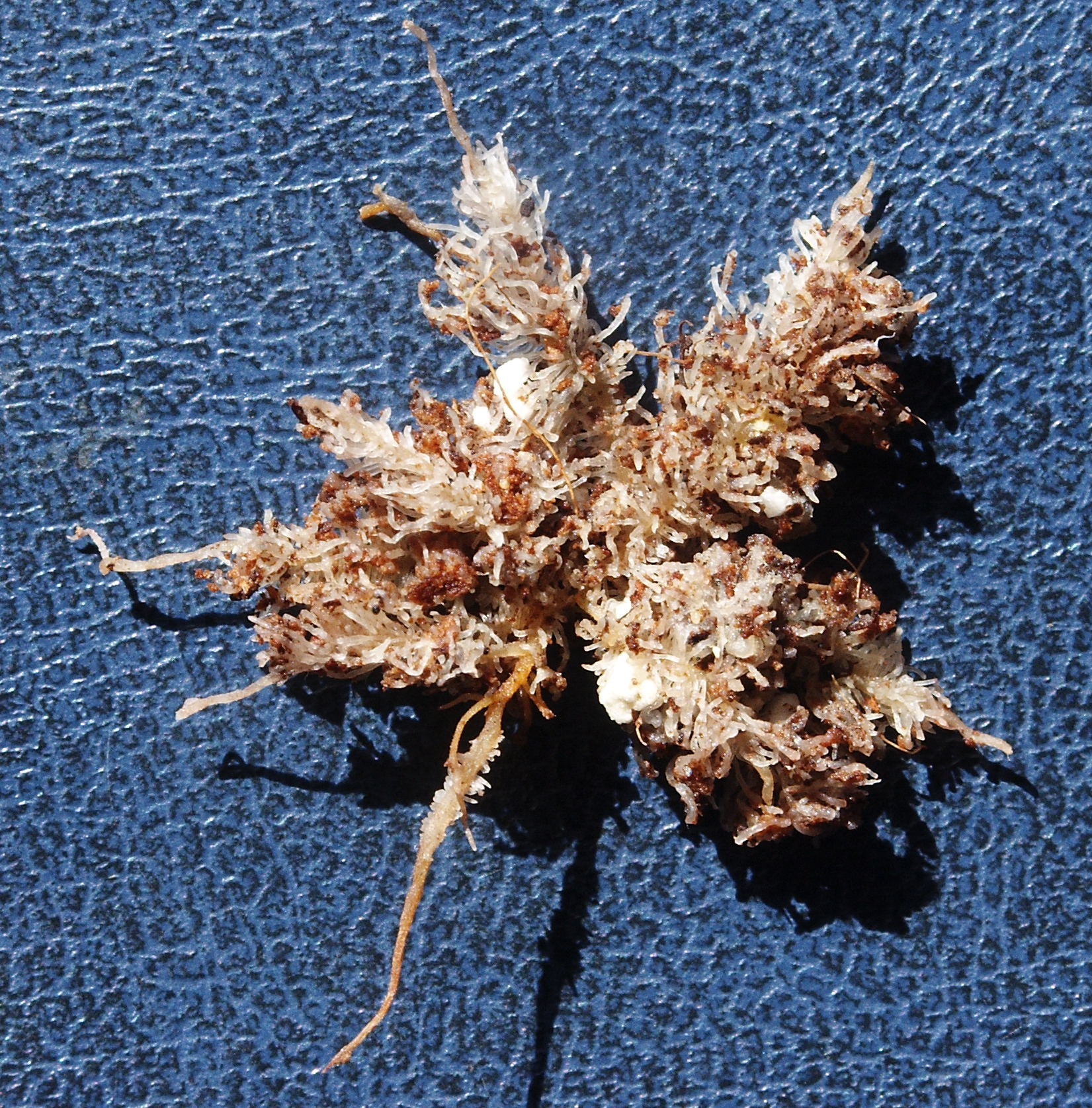
Raízes proteoides de Leucospermum cordifolium.

Raízes proteoides, por vezes raízes proteiformes ou raízes em rácimo, é a designação botânica e agronómica dada aos densos conglomerados de raízes laterais curtas e densamente espaçadas.